# آرسن پانوسیان
آرسن پارویری پانوسیان (ارمنی: Արսեն Պարույրի Փանոսյան؛ ۲۷ سپتامبر ۱۹۴۰ – ۷ ژوئن ۲۰۱۲) یک مجسمه‌ساز چلیپاسنگ، منبت‌کار و نقاش اهل ارمنستان بود.

## زندگی‌نامه
وی در ۲۷ سپتامبر ۱۹۴۰ در روستای آرگل در به دنیا آمد  در شهرهای برمن، براونشوایگ، مسکو، و لیون سنگ‌های صلیبی (چلیپاسنگ‌های) وی یادبود قربانیان بیگناه نسل‌کشی ارمنی‌ها را جاودانه ساخته‌اند وی برندهٔ جوایزی همچون مدال موسس خورناتسی در سال ۲۰۰۴ و نشان نرسس شورنالی در سال ۲۰۱۰ شده‌است. وی در ۷ ژوئن ۲۰۱۲ در سن ۷۱ سالگی در ایروان درگذشت.

## نگارخانه

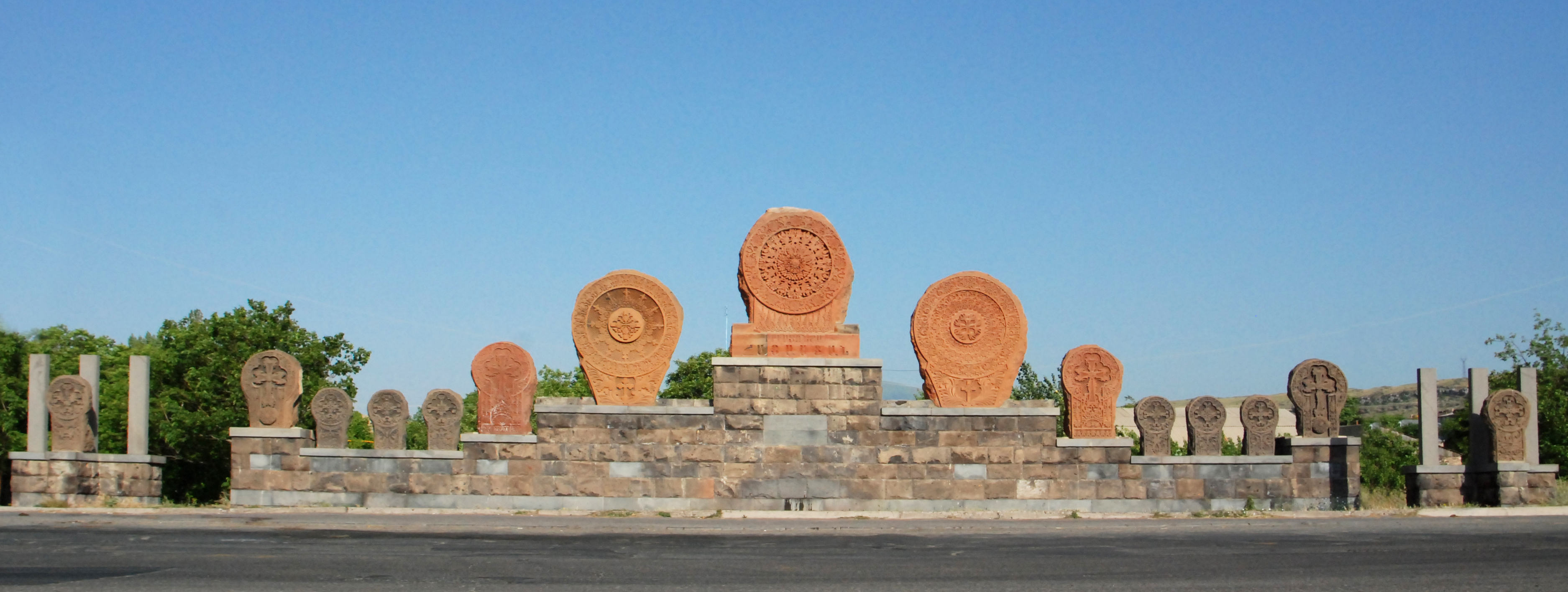
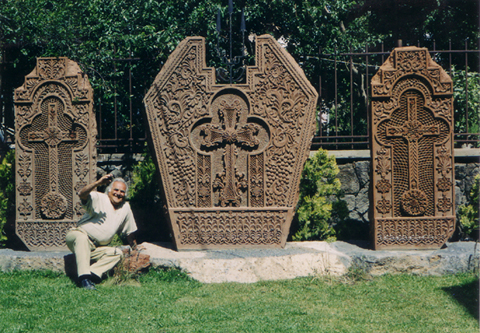